# Chiton striatus
Chiton striatus is een keverslak uit de familie Chitonidae

## Beschrijving
Deze grote, sterk gewelfde soort heeft een brede, met glimmende knobbeltjes bezette gordel en wordt 9 cm lang. Op het middengedeelte van de rugschilden bevinden zich talrijke rechte ribbeltjes, die aan de top meestal zijn afgesleten. Het kop- en staartschild bevatten meestal grovere, uitwaaierende ribben.

## Verspreiding en leefgebied
Deze soort komt voor aan de westkust van Zuid-Amerika op rotsen in de getijdenzone.